# Václav Medřický
Václav Medřický (* 13. května 1947) je český fotbalový trenér a bývalý prvoligový útočník.

## Hráčská kariéra
V nejvyšší soutěži hrál za Škodu Plzeň, aniž by skóroval. Nastoupil v jediném prvoligovém utkání, které se hrálo v neděli 7. března 1971 v Košicích a domácí mužstvo VSS v něm nad Škodou zvítězilo 2:1. Předtím i poté nastupoval za Baník Sokolov (nejvýše ve II. lize), jehož byl dlouholetým hráčem.

### Prvoligová bilance
| Ročník          | Zápasy | Góly | Minuty | Klub           |
| --------------- | ------ | ---- | ------ | -------------- |
| I. liga 1970/71 | 1      | 0    | 65     | TJ Škoda Plzeň |
| CELKEM I. LIGA  | 1      | 0    | 65     |                |

## Trenérská kariéra
Po skončení hráčské kariéry se stal trenérem. Trénoval menší oddíly na Sokolovsku.